# Mauganj
Mauganj é uma cidade e uma nagar panchayat no distrito de Rewa, no estado indiano de Madhya Pradesh.

## Geografia
Mauganj está localizada a 24° 41′ N, 81° 53′ L. Tem uma altitude média de 313 metros (1 026 pés).

## Demografia
Segundo o censo de 2001, Mauganj tinha uma população de 22 989 habitantes. Os indivíduos do sexo masculino constituem 52% da população e os do sexo feminino 48%. Mauganj tem uma taxa de literacia de 52%, inferior à média nacional de 59,5%: a literacia no sexo masculino é de 63% e no sexo feminino é de 41%. Em Mauganj, 18% da população está abaixo dos 6 anos de idade.